# 珠山区
珠山区（しゅざん-く）は中華人民共和国江西省景徳鎮市に位置する市轄区。

## 行政区画
- 街道:石獅埠街道、新廠街道、里村街道、周路口街道、昌江街道、新村街道、珠山街道、太白園街道、昌河街道、竟成街道

## 交通

### 鉄道
- 中国国家鉄路集団
  - 衢九線（中国語版）、昌景黄線（中国語版）
    - 景徳鎮北駅

  - 皖贛線
    - 景徳鎮駅

### 道路
- 高速道路
  - 杭瑞高速道路